# Luxemburg-Rundfahrt 2007
Die 67. Luxemburg-Rundfahrt war ein Rad-Etappenrennen, das vom 6. bis 10. Juni 2007 stattfand. Es wurde in einem Prolog und vier Etappen über eine Distanz von 688,2 Kilometern ausgetragen. Das Rennen zählte zur UCI Europe Tour 2007 und war dort in die Kategorie 2.HC eingestuft.

## Etappen
| Etappe    | Tag      | Start – Ziel                | km    | Etappensieger       | Gesamtwertung       |
| --------- | -------- | --------------------------- | ----- | ------------------- | ------------------- |
| Prolog    | 6. Juni  | Luxemburg (EZF)             | 02,6  | Jimmy Engoulvent    | Jimmy Engoulvent    |
| 1. Etappe | 7. Juni  | Luxemburg – Mondorf         | 166,8 | Maximiliano Richeze | Juan Antonio Flecha |
| 2. Etappe | 8. Juni  | Schifflingen – Differdingen | 195,5 | Laurent Brochard    | Laurent Brochard    |
| 3. Etappe | 9. Juni  | Wiltz – Diekirch            | 173,8 | Romain Feillu       | Laurent Brochard    |
| 4. Etappe | 10. Juni | Mersch – Luxemburg          | 149,5 | Grégory Rast        | Grégory Rast        |